# البروتين الريبوزي النووي الصغير

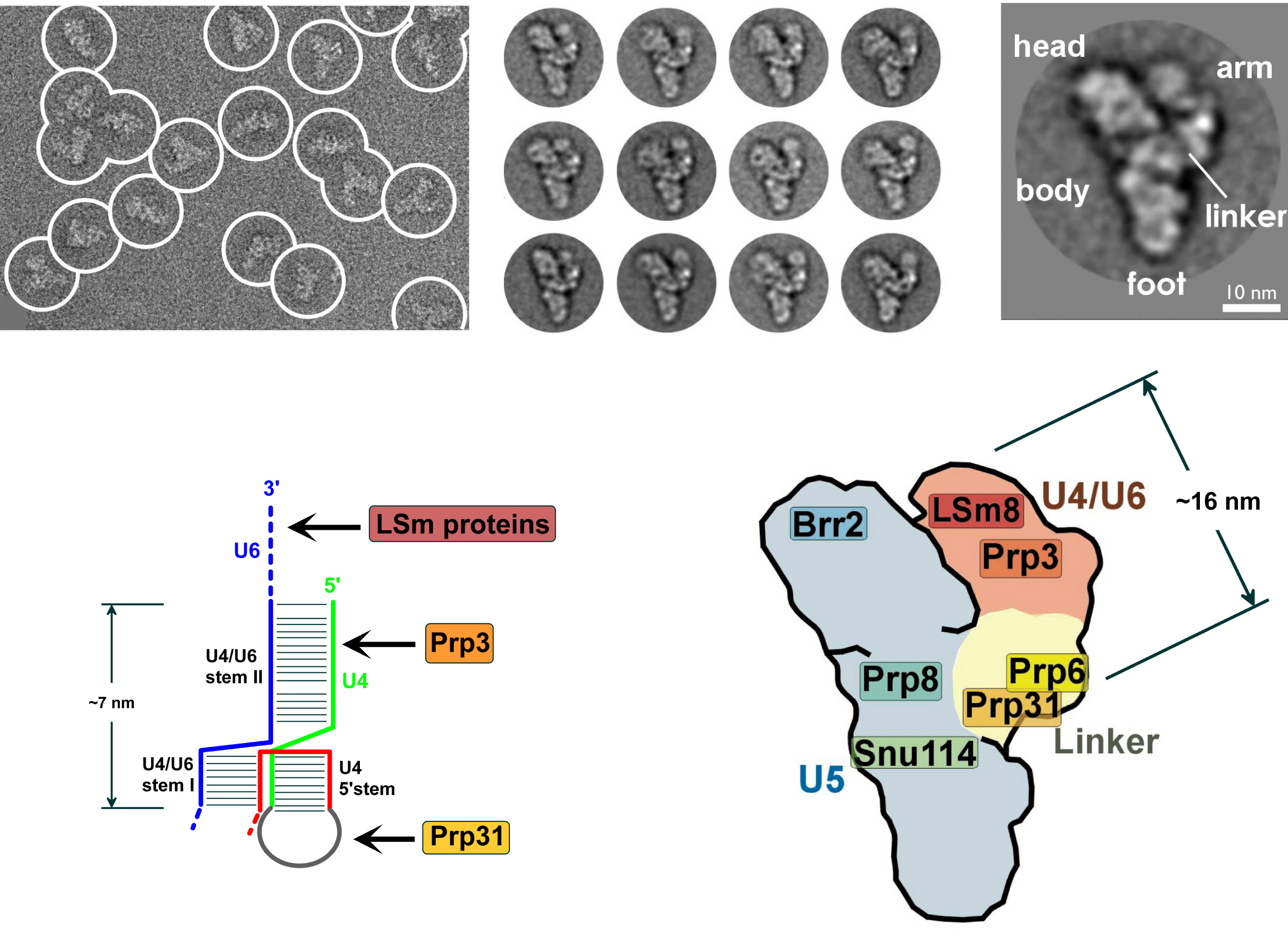
حقول المجهر الإلكتروني للصبغة السلبية

البروتين الريبوزي النووي الصغير، أو اس ان ار ان بي (تُنطق "سنيربس")، عبارة عن مركبات حمض نووي ريبوزي - وهي بروتينات تتحد مع النسخ النزولي من آر ان أي غير معدل وبروتينات أخرى مختلفة لتشكيل جسيم التضفير، مركب جزيئي كبير من بروتين ار ان بي على الذي يحدث تضفير النسخ الأولي. يعد عمل البروتين الريبوزي النووي الصغير ضروريًا لإزالة الإنترونات من النسخ الأولي، وهو جانب مهم من تعديل ما بعد النسخ من الحمض النووي الريبي، والذي يحدث فقط في نواة الخلايا حقيقية النواة. بالإضافة إلى ذلك، لا يشارك نوع يو 7 من المركب في عملية المعالجة على الإطلاق، حيث أنه مسؤول عن معالجة الحلقة الجذعية 3 من هيستون النسخ الأولي.
المكونان الأساسيان لـسنريبس أو اس ان ار ان بي هما جزيئات البروتين والحمض النووي الريبوزي أو ما يسما برنا. يُعرف رنا الموجود داخل كل جسيم سنيربس باسم رنا الصغير النووي، أو آر أن إيه نووي صغير، وعادة ما يكون طوله حوالي 150 نيوكليوتيد. يعطي مكون رنا الصغير النووي في سنيربس خصوصية للإنترونات الفردية من خلال " التعرف " على متواليات إشارات الربط الحرجة عند طرفي 5 'و 3' وموقع فرع الإنترونات. يشبه رنا الصغير النووي في سنيربس حمض نووي ريبوزي ريبوسومي من حيث أنه يشتمل مباشرة على دور إنزيمي وبنيوي.
تم اكتشاف سنيربس بواسطة مايكل ار ليرنر (بالإنجليزية: Michael R. Lerner)‏ و جون ستايتس. لعب كل من توماس تشيك وسيدني ألتمان أيضًا دورًا في الاكتشاف، حيث فازا بجائزة نوبل للكيمياء في عام 1989 لاكتشافاتهما المستقلة بأن الحمض النووي الريبي يمكن أن يعمل كمحفز في تطوير الخلايا.

## الأنواع
ما لا يقل عن خمسة أنواع مختلفة من سنيربس تنضم إلى جسيم التظفير للمشاركة في عملية التوصيل. يمكن تصورها بواسطة الفصل الكهربائي الهلامي وتُعرف بشكل فردي باسم: يو 1 ويو 2 ويو 4 ويو 5 ويو 6. تُعرف مكونات رنا الصغير النووي الخاصة بهذه الأنواع، بالترتيب، باسم: يو 1 رنا الصغير النووي ويو 2 رنا الصغير النووي ويو 4 رنا الصغير النووي و يو 5 رنا الصغير النووي ويو 6 رنا الصغير النووي.
في منتصف التسعينيات، تم اكتشاف وجود فئة مختلفة من سنيربس للمساعدة في تضفير فئة من الإنترونات الموجودة فقط في الحيوانات، مع مواقع توفير محفوظة للغاية 5 'ومواقع فرعية. تتضمن هذه الفئة المتغيرة من رنا الصغير النووي المكونات التالية رموزها: (بالإنجليزية: snRNPs: U11 و U12 snRNA و U4atac snRNA و U6atac snRNA)‏. في حين أنها مختلفة، فإنها تؤدي نفس الوظائف التي تؤديها يو 1 و يو 2 و يو 4 و يو 6 بالترتيب.
بالإضافة إلى ذلك، يتكون سنيربس يو 7 من الحمض النووي الريبي النووي الصغير يو 7 والبروتينات المرتبطة به ويشارك في معالجة الحلقة الجذعية 3 من هيستون النسخ الأولي.

## التكاثر الحيوي
تتجمع البروتينات الريبوزية النووية الصغيرة (سنيربس) في عملية منظمة ومنظمة بإحكام تتضمن نواة الخلية والسيتوبلازم.

### تخليق وتصدير الحمض النووي الريبي في النواة
يقوم بوليميراز الرنا II بنسخ يو 1 و يو 2 و يو 4 و يو 5 والأقل وفرة يو 11 و يو 12 ورنا الصغير النووي (بالإنجليزية: U4atac)‏ والحصول على غطاء ام 7 جي الذي يعمل كإشارة تصدير. يتم التوسط في التصدير النووي من خلال سي ار ام 1 (بالإنجليزية: CRM1)‏.

### تخليق وتخزين بروتينات اس ام في السيتوبلازم
يتم تصنيع بروتينات اس ام (بالإنجليزية: Sm proteins)‏ في السيتوبلازم عن طريق الريبوسومات التي تترجم حمض نووي ريبوي رسول، تمامًا مثل أي بروتين آخر. يتم تخزينها في السيتوبلازم في شكل ثلاث مجمعات حلقات مجمعة جزئيًا وكلها مرتبطة ببروتين بي ال سي ال ان (بالإنجليزية: pICln)‏. هي عبارة عن مجمع خماسي 6 اس من (بالإنجليزية: SmD1 ,SmD2 , SmF , SmE , SmG)‏ مع بي ال سي ال ان، وهو مجمع 2-4S من اس ام بي(بالإنجليزية: SmB)‏، ربما مع اس ام دي3 (بالإنجليزية: SmD3)‏ و بي ال سي ال ان و 20اس الميثيلوسوم ، وهو مجمع كبير من SmD3 و SmB و SmD1 و بي ال سي ال ان وبروتين أرجينين ميثيل ترانسفيراز 5 (بالإنجليزية: PRMT5)‏. تخضع اس ام دي 3 و اس ام بي و اس ام دي 1 لتعديل ما بعد الترجمة في الميثيلوسوم.  تحتوي بروتينات اس ام الثلاثة هذه على أشكال متكررة من أرجينين - جليكاين في طرف كربوكسيلي لـ اس ام دي 1 و اس ام دي 3 واس ام بي، كما أن السلاسل الجانبية للأرجينين ثنائية الميثيل بشكل متماثل إلى(بالإنجليزية: ω-N G و N G ' -dimethyl-arginine)‏. تم اقتراح أن بي ال سي ال ان، الذي يحدث في جميع المجمعات الأولية الثلاثة ولكنه غائب في سنيربس الناضج، يعمل كشابرون متخصص، ويمنع التجميع المبكر لبروتينات اس ام.

### تجميع سنيربس الأساسية في مركب بقاء العصبون الحركي
يتفاعل رنا الصغير النووي من نوع يو 1 و يو 2 ويو 4 يو 5 والأقل وفرة يو 11 يو 12 و (بالإنجليزية: U4atac)‏ بسرعة مع بقاء العصبون الحركي (بقاء بروتين الخلايا العصبية الحركية)؛ مشفر بواسطة جين اس ام ان 1 (بالإنجليزية: SMN1)‏) وجيمين (بالإنجليزية: Gemins 2-8)‏ (بروتينات من نوع جيم: جيمين 2, جيمين 3, جيمين 4، جيمين 5، جيمين 6، جيمين 7، جيمين 7، جيمين 8) التي تشكل مركب بقاء العصبون الحركي. هنا يرتبط رنا الصغير النووي بـ(بالإنجليزية: SmD1-SmD2-SmF-SmE-SmG pentamer)‏ ، متبوعًا بإضافة ثنائي (بالإنجليزية: SmD3-SmB)‏ لإكمال الحلقة اس ام حول ما يسمى بموقع اس ام من رنا الصغير النووي. موقع اس ام هذا عبارة عن سلسلة محفوظة من النيوكليوتيدات في رنا الصغير النووي هذه ، عادةً يطلق عليه (بالإنجليزية: AUUUUGUGG)‏ (حيث تمثل آي و يو و جي النيوكليوسيدات الأدينوزين واليوريدين والغوانوزين ، بالترتيب). بعد تجميع الحلقة اس ام حول رنا الصغير النووي، يتم قطع النوكليوزيد الطرفي 5 ' (الذي تم تعديله بالفعل إلى غطاء 7-ميثيل غوانوسين) مفرط الميثيل إلى 2،2،7-ترايمثيلغوانوسين والنهاية الأخرى (3') من رنا الصغير النووي. يتم التعرف على هذا التعديل ووجود حلقة اس ام كاملة بواسطة بروتين سنوربوتين 1 (بالإنجليزية: snurportin)‏.

### التجميع النهائي لـسنيربس في النواة
يتم نقل المركب الأساسي المكتمل رنا الصغير النووي-سنوربوتين 1 إلى النواة عبر البروتين المستورد بي. داخل النواة ، تظهر سنيربس الأساسية في جسيم كاخال، حيث يتم التجميع النهائي لـ رنا الصغير النووي. يتكون هذا من بروتينات إضافية وتعديلات أخرى خاصة بـ سنيربس (يو 1 ، يو 2 ، يو 4 ، يو 5). يحدث التكوُّن الحيوي لـ يو 6 سنيربس في النواة، على الرغم من وجود كميات كبيرة من يو 6 الحر في السيتوبلازم. قد تتجمع حلقة ال اس ام أولاً ، ثم ترتبط بـرنا الصغير النووي يو 6.

### تفكيك سنيربس
تعد سنيربس طويلة العمر، ولكن من المفترض أن يتم تفكيكها وتدهورها في النهاية. لا يُعرف سوى القليل عن عملية التحلل.

### التجميع المعيب
الوظيفة المعيبة لبقاء العصبون الحركي (بالإنجليزية: SMN)‏ في التكوين الحيوي لـ سنيربس، والناجمة عن خلل جيني في جين اس ام ان 1 (بالإنجليزية: SMN1)‏ الذي يرمز لـ اس ام ان (بالإنجليزية: SMN)‏، قد تفسر أمراض الخلايا العصبية الحركية التي لوحظت في الاضطراب الوراثي ضمور العضلات الشوكي.

## الهياكل والوظيفة والتنظيم
تم تحديد العديد من هياكل سنيربس البشرية والخميرة عن طريق الفحص المجهري الإلكتروني وتحليل الجسيمات المفردة المتتالية. في الآونة الأخيرة، تم تحديد البنية الأساسية البشرية سنيربس يو 1 بواسطة علم البلورات بالأشعة السينية (بالإنجليزية: 3CW1 ، 3PGW)‏، متبوعًا ببنية سنيربس (بالإنجليزية: U4 core snRNP (2Y9A))‏، والتي أسفرت عن رؤى أولية حول الاتصالات الذرية، وخاصة وضع الربط لبروتينات اس ام إلى موقع اس ام. تم حل بنية (بالإنجليزية: U6 UsnRNA)‏ في معقد باستخدام بروتين معين(بالإنجليزية: Prp24 (4N0T))‏، بالإضافة إلى بنية من النيوكليوتيدات 3'- المرتبطة بحلقة بروتين ال اس ام2-8 الخاصة(بالإنجليزية: 4M7A)‏. تم ذكر رموز بنك بيانات البروتينات للهياكل المعنية بين الأقواس. الهياكل التي يحددها تحليل المجهر الإلكتروني للجسيم الواحد هي: سنيربس يو 1 البشري، وسنيربس (بالإنجليزية: U11 / U12 di-snRNP)‏ البشري، سنيربس يو 5 البشري، وسنيربس (بالإنجليزية: U4 / U6 di-snRNP)‏، وسنيربس يو 4 ويو 5 ويو 6 ثلاثي سنيربس. يستمر التقدم الإضافي في تحديد هياكل ووظائف سنيربس و عملية التظفير.

## الأجسام المضادة لـ سنيربس
قد يتم إنتاج الأجسام المضادة الذاتية ضد سنريبس الخاص بالجسم، وعلى الأخص الأجسام المضادة المضادة لـ اس ام التي تستهدف نوع بروتين اس ام الخاص بـ سنريبس على وجه التحديد في الذئبة الحمامية الجهازية.

## روابط خارجية
- محادثة جوان شتيتز القصيرة: "SNURPs والصدفة"
- snRNP في المكتبة الوطنية الأمريكية للطب نظام فهرسة المواضيع الطبية (MeSH).